# Битка на Слива
Битката на Слива е сражение на Илинденско-Преображенското въстание, разиграло се край паланката Крушево.

## Описание
На 3 август 1903 година е провъзгласена Крушевската република. На 12 август повече от десетхилядната армия на Бахтиар паша обкръжава Крушево. Въстаническите отряди на Андрей Докурчев, подпоручик Тодор Христов – Офицерчето, Гюрчин Наумов и Марко Христов с престрелки се изтеглят от града. Части от отряда на Офицерчето се събират на прохода Слива северозападно от града и само малцина успяват да преминат през него и да се присъединят към Иван Наумов – Алябака. Четата е около 40 – 50 четници на 16 – 17-годишна възраст, според Никола Киров Майски „всички почти деца“. Подвойводите на Офицерчето са Георги Стоянов и Диме Смугрев. Подпоручик Христов сам избира удобни, стратегически места за дълбоки окопи, в които българските четници се окопават и посрещат настъплението на редовната войска и башибозук. Боят трае около един час. В сражението загиват 32 четници.
След боя Бахтиар паша оценява направените от Офицерчето укрития и заявява, че само с пехота не би могъл да ги превземе без грамадни жертви, особено пък, ако въстаниците са разполагали с модерно оръжие.
В същото време започва и битката на Мечкин камен – най-кръвопролитното сражение, което въстаниците водят край Крушево.